# Pape Abou Cissé
Pape Abou Cissé, né le 14 septembre 1995 à Pikine au Sénégal, est un footballeur sénégalais qui évolue au poste de défenseur central.

## Biographie

### Carrière en club
Né en 1995 dans le quartier Natangué de Pikine, Pape Abou commence le football à l'AS Pikine. Avec ce club, il remporte en 2014 le championnat ainsi que la Coupe du Sénégal,.
En janvier 2015, il rejoint la Corse et l'AC Ajaccio. Il dispute son premier match professionnel contre le Valenciennes FC en Ligue 2. Son imposant gabarit lui permet de s'imposer en charnière centrale et d'asseoir sa place de titulaire.
Le 19 janvier 2017, il signe en faveur du club grec de l'Olympiakos mais termine la saison 2016-2017 en prêt à Ajaccio, il rejoint définitivement la Grèce le 30 juin. Il réalise le doublé championnat-coupe en 2020 avec le club du Pirée.
Le 29 janvier 2021, il est prêté à l’AS Saint-Etienne jusqu’à la fin de la saison. Un problème d'homologation de son contrat l’empêche durant quelques jours de s'entrainer avec les Verts et de débuter sous ses nouvelles couleurs face à Nice le dimanche qui suit. Il joue son premier match avec Saint-Étienne à l'occasion du match nul face au FC Nantes (1-1) qu'il dispute en intégralité.

### Carrière internationale
Il participe avec la sélection sénégalaise à la Coupe d'Afrique des nations junior 2015 organisée dans son pays natal. Le Sénégal atteint la finale de la compétition, en étant battu par le Nigeria.
Le 13 octobre 2018, à l'occasion des qualifications à la CAN 2019, il honore sa première sélection avec l'équipe A du Sénégal lors d'une victoire 3 à 0 contre le Soudan, il inscrit le troisième but de la rencontre. Le Sénégal se qualifie pour la compétition et est battu en finale par l'Algérie, Cissé ne dispute aucune minute.
En 2022, il participe à la Coupe d'Afrique des nations et en ressort champion sans compter la qualification à la coupe du Monde qui va se dérouler prochainement au Qatar.
Le 11 novembre 2022, il est sélectionné par Aliou Cissé pour participer à la Coupe du monde 2022.

## Palmarès

### En club

#### AS Pikine
- Championnat du Sénégal : 2014
- Coupe du Sénégal : 2014

#### Olympiakos
- Championnat de Grèce : 
  - Champion : 2020 et 2022

- Coupe de Grèce : 2020

### En sélection

#### Sénégal -20 ans
- Finaliste de la Coupe d'Afrique des nations junior 2015

#### Sénégal
- Finaliste de la Coupe d'Afrique des Nations 2019

- Champion de la Coupe d'Afrique des nations de football 2023